# Coelichneumon viridissimus
Coelichneumon viridissimus là một loài tò vò trong họ Ichneumonidae.